# Сирван Хосрави
Сирван Хосрави (перс. سیروان خسروی; Техеран, 26. јул 1982) ирански је певач, тексописац и музички продуцент персијског порекла. Његов млађи брат Ксанијар је такође певач. Постао је познат 2005. године након што је објавио први албум To Khial Kardi Beri.

## Дискографија

### Албуми
- 2005: To Khial Kardi Beri
- 2009: 9 O’clock
- 2012: Road of Dreams
- 2016: Unplugged
- 2017: Borderless
- 2020: Monologue[3]
- 2020: Monologue: At The Top Of Tehran

### Синглови
- 2006: Stay With Me (остани са мном)
- 2006: Way of the World (начин света)
- 2007: The Tradition of the World (традиција света)
- 2010: Yes (Are) (да, јесу)
- 2011: Baroon Paeezi (јесења киша)
- 2011: I Fell in Love With You (заљубио сам се у тебе)
- 2011: Building of the Doctors (зграда доктора) насловна нумера истоимене тв серије
- 2011: Na Naro (не, не иди)
- 2011: Khodafezi (рећи збогом)
- 2012: With Omid Hajili (ја те волим)
- 2012: Bahar Nazdike (пролеће је близу)
- 2012: To Khial Kardi Beri (мислила си да одеш)
- 2013: BiGharar (Club Mix) (бесани)
- 2013: Dost Daram Zendegi ro (ја волим живот)
- 2013: Be Hamin Zoodi (прерано)
- 2013: Bazam Betab (засијај поново)
- 2014: 70 Million Setare (70 милиона звезда)
- 2014: Khaterate Too (сећања на тебе)
- 2014: Kojaie Too (где си ти)
- 2015: Ye Roozi Miay (једног дана ћеш доћи)
- 2016: Soojehat Tekrarieh
- 2016: Ghabe Akse Khali (празан рам)
- 2017: Tajob Nakon (немој бити изненађена)
- 2017: Bargard (врати се)
- 2017: kheyli rooza gozasht (много је дана прошло)
- 2017:khoshalam (срећан сам)
- 2017:nemiram aghab (неодустајем)
- 2017:Inja jay moondan nist (ово није место да останем)
- 2019:jaye man nisti
- 2019:dorost nemisham
- 2019:dorost nemisham (xaniar remix)
- 2019:Tanha Nazar(Live)
- 2020:In Hess Naabe
- 2020:Tanha Nazar(Remix)
- 2020:Baroone Payizi
- 2020:Hobab (Балон)
- 2022: Divoonegi[4]